# Cèl·lula dendrítica fol·licular
Les cèl·lules dendrítiques fol·liculars (FDC) es troben als fol·licles limfàtics dels òrgans limfoides secundaris i òrgans limfoides terciaris. Probablement no són d'origen hematopoètic, tot i el seu aspecte similar a les cèl·lules dendrítiques pròpiament dites, que és degut als seus processos dendrítics filiformes. El seu origen és estromal i mesenquimàtic. El terme FDC fou encunyat per distingir-les d'altres cèl·lules estromals situades als fol·licles de limfòcits B, les cèl·lules fibroblàstiques reticulars. Capturen complexos immunitaris i contribueixen a la maduració de limfòcits B mitjançant la presentació d'antigen, que implica un canvi de classe.